# Península de Troia
La península de Troia és una restinga arenosa amb més de 25 km de longitud i 0,5 a 1,5 km d'amplària, al litoral de la freguesia de Carvalhal, al municipi de Grândola, entre l'Atlàntic (a l'oest) i l'estuari del riu Sado (a l'est). La península es va formar en els darrers 5.000 anys de sud a nord, des de Comporta fins a Tróia davant la ciutat de Setúbal. És a la subregió de l'Alentejo Litoral.
A la part nord de la península hi ha les ruïnes romanes de Troia d'un vast complex de salaó de peix, que es va mantenir en funcionament entre el segles I i VI. Dos terminals fluvials asseguren la connexió més curta amb Setúbal: Cais Sud (ferries) i Ponta do Adoxe (catamarans).
El paisatge litoral es caracteritza per una costa baixa amb una contínua platja d'arena, constituïda a vegades per sediments rogencs de penya-segats arenosos recents.

### Ruïnes romanes
Les ruïnes romanes de Troia són un jaciment que va estar ocupat fins al segle VI. Ací la població treia partit de l'abundància de peix i sal. Ara com ara és possible observar les ruïnes dels banys termals amb zones per a banys calents i freds, cases amb dos pisos i el cementeri amb distints tipus de sepultures.

### Portpalafític

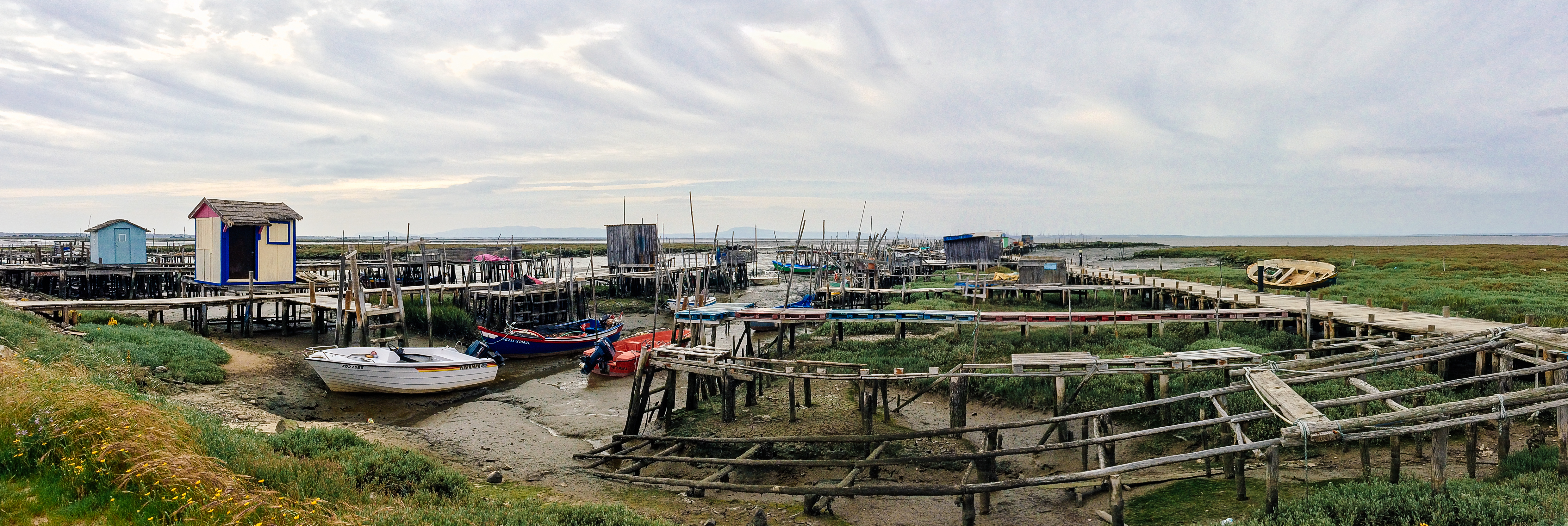
Port palafític de Carrasqueira

El port palafític és un lloc únic que va ser construït al segle xx. S'assenta en pilars de fusta enterrats al llot.